# Harry Chauvel
General Sir Henry George Chauvel GCMG, KCB (født 16. april 1865, død 4. marts 1945), almindelig kendt som Sir Harry Chauvel, var en højtstående australsk officer, som kæmpede ved Gallipoli og i Sinai og Palæstina-felttoget i Mellemøsten under 1. Verdenskrig. Han var den første australier, som fik rang af generalløjtnant og senere general, og den første til at lede et korps. Som chef for Det beredne Ørkenkorps var han ansvarlig for en af de mest afgørende sejre og en af de hurtigste forfølgelser i krigshistorien.
Som søn af en kvægopdrætter blev Chauvel udnævnt til sekondløjtnant i Upper Clarence Light Horse, en enhed som hans far opstillede i 1886. Efter at familien flyttede til Queensland blev han sekondløjtnant i Queensland Mounted Infantry i 1890, og blev indsat under fåreklipperstrejken i 1891. Han blev regulær officer i 1896 og tog til Storbritannien som deltager i Queenslands kontingent ved dronning Victorias 60 års regeringsjubilæum i 1897. I 1899 ledede han det ene af to kompagnier af Queensland Mounted Infantry, som var Queenslands oprindelige bidrag under Boerkrigen. Efter krigen var han tæt involveret i uddannelsen af Australian Light Horse.
Efter at være blevet forfremmet til oberst i 1913 blev Chauvel den australske repræsentant ved imperiegeneralstaben, men 1. Verdenskrig brød ud mens han stadig var undervejs til Storbritannien. Chauvel sørgede for at Australian Imperial Force blev sendt til Egypten, hvor han sluttede sig til sin nye enhed, 1. Light Horse Brigade i december. I maj blev den sendt til Gallipoli uden heste, hvor Chauvel tog ansvar for nogle af de farligste dele af linjen. Han overtog kommandoen over 1. australske division i november 1915. I marts 1916 blev Chauvel chauvel leder af den beredne Anzac division og vandt sejre i slaget ved Romani i august slaget ved Magdhaba i december, og var tæt på at vinde det Første slag om Gaza i marts 1917. Den følgende måned overtog han kommandoen over Ørkenkolonnen, senere sendt som det beredne ørkenkorps, og blev dermed den første australske korpschef og den første australier til at opnå rang af generalløjtnant. I slaget ved Beersheba (1917) i oktober erobrede hans lette beredne byen og dens vitale vandforsyning i et af historiens sidste store kavaleriangreb. I september 1918 lykkedes det Chauvel at gennemføre en hemmelig flytning af tre af sine beredne divisioner og indlede et overraskelsesangreb som førte til sejren i slaget ved Megiddo. Han fulgte op på denne sejr med en af de hurtigste forfølgelser i militærhistorien.
I 1919 blev Chauvel udpeget til generalinspektør, hærens højeste post. Han blev tvunget til at administrere en stadig mere to udhulet hærstruktur af politikere, som var optaget af at skære ned på udgifterne. Han var samtidig generalstabschef fra 1923 til hans pensionering i 1930. I november 1929 blev han den første australier, som blev forfremmet til fuld general. Under 2. Verdenskrig blev han kaldt tilbage til aktiv tjeneste som chefinspektør for Volunteer Defence Corps.

## Tidlige år
Henry George Chauvel blev født i Tabulam, New South Wales, den 16. april 1865, andet barn af fåreopdrætteren Charles Henry Edward Chauvel og hans kone Fanny Ada Mary, født James. I 1884 var Charles Henry Chauvels station (landbrug) ved Tabulam på 39.000 ha og her opdrættede han 12.000 stykker kvæg og 320 heste. Fra en tidlig alder var Henry George Chauvel kendt som "Harry". Han fik sin skoleuddannelse på Mr. Belchers Skole nær Goulburn, inden han kom på Sydney Grammar School fra 1874 til 1880 og Toowoomba Grammar School fra 1881 til 1882. Mens han var på Sydney Grammar, gjorde Harry tjeneste i kadetenheden hvor han blev underkorporal. I 1886 fik Charles Henry tilladelse til at opstille to tropper kavaleri. Den 14. marts 1886 blev han kaptajn i Upper Clarence Light Horse, mens hans sønner Arthur og Harry blev sekondløjtnanter, mens hans to yngre sønner blev kavalerister. Enheden eskorterede Lord Carrington, guvernør af New South Wales, da han indviede jernbanen ved Tenterfield in 1886.
Efter en række alvorlige tørkeperioder i det nordlige New South Wales solgte Charles Henry Chauvel sin ejendom ved Tabulam i 1888 for £50.000. Efter at have betalt sin gæld købte han en meget mindre ejendom på 4.800 ha i Canning Downs ved Darling Downs i Queensland. I 1889 tog Harry Chauvel på rejse til Europa, hvor han besøgte Venedig, Rom, Firenze, Paris og London. Mens han var i Storbritannien så han på militærmanøvrer ved Aldershot. Harry opgav sin post i New South Wales' militær, da han flyttede til Queensland, men den 9. januar 1890 blev han udnævnt til sekondløjtnant i Queensland Mounted Infantry. Efter at have afsluttet taget sin officerseksamen blev han bekræftet som løjtnant i juni 1890.
Chauvels enhed blev indkaldt i marts 1891 under fåreklipperstrejken, som var begyndt tidligere på året. Med sine tropper og en lille gruppe politi fik Chauvel til opgave at eskortere en gruppe strejkebrydere til en fårestation nord for Charleville. I nærheden af Oakwood blev Chauvels tropper konfronteret af en gruppe på omkring 200 beredne fåreklippere. Da inspektøren, der ledede politienheden arresterede fire af fåreklipperne, som var efterlyst, blev fåreklipperne ophidsede, men det lukkedes Chauvel at få gruppen til fredeligt at opløse sig, og at bringe strejkebryderne til deres destination. Under fåreklippernes strejke i 1894 anvendte regeringen i Queensland særlige betjente i stedet for at indkalde militsen. Chauvel blev udpeget til midlertidig underinspektør i Clermont, og senere i distriktet omkring Longreach.
Den 9. september 1896 overgik Chauvel til Queenslands stående militærstyrke med rang af kaptajn i 9. bataljon af Royal Queensland Regiment. Han blev sendt til Storbritannien med Queenslands kontingent i anledning af dronning Victorias diamantjubilæum. Udstyret med de emu fjer, som blev båret af enheder fra Queensland, marcherede han med kolonitropperne gennem London bag Lord Roberts den 21. juni 1897. Chauvel bestod prøven ved School of Musketry i Hythe, Kent, og gjorde tjeneste som udvekslingsofficer ved 3. bataljon af King's Royal Rifle Corps og 2. bataljon af Royal Berkshire Regiment i Aldershot. Da han kom tilbage til Australien blev han stabsofficer i hovedkvarteret for Queensland Defence Force.

## Boerkrigen
I juli 1899 tilbød Queenslands premierminister James Dickson at sende et kontingent tropper til Sydafrika i tilfælde af krig af krig mellem det Britiske Imperium og Boerrepublikkerne. I en periode fungerede Chauvel som rekrutteringsofficer og indskrev frivillige fra Darling Downs. Boerkrigen brød ud i oktober 1899, og Chauvel fik kommandoen over det ene af to kompagnier af Queensland Mounted Infantry, som forlod Brisbane den 1. november 1899. De gik i land ved Cape Town den 14. december og sluttede sig til imperiestyrken under Lord Methuen ved Orange River. Queensland Mounted Infantrys første kampindsats var ved Sunnyside den 1. januar 1900 sammen med infanteri fra Royal Canadian Regiment. I februar blev Queensland Mounted Infantry en del af generalmajor John French's kavaleridivision. Efter en anstrengende march hævede kavaleridivisionen belejringen af Kimberley den 15. februar.
I den reorganisering som fulgte blev Queensland Mounted Infantry en del af generalmajor Edward Hutton's 1. beredne infanteribrigade sammen med de canadiske og newzealandske beredne enheder. Chauvel udmærkede sig mens han kæmpede sammen med en gruppe newzealændere og erobrede et Maxim maskingevær. Queensland Mounted Infantry deltog i erobringen af Pretoria og slaget ved Diamond Hill. Chauvel fik en blandet styrke med britiske, australske, canadiske og newzealandske beredne tropper, som blev kendt som "Chauvel's Mounted Infantry", med Victor Sellheim som sin stabschef. Chauvel fik først til opgave at eskortere 10.000 stykker kvæg til Belfast, Mpumalanga til at forsyne tropperne i det østlige Transvaal. Hans styrke blev imidlertid omdirigeret af lokale hærledere, som satte den til at afbrænde gårde, som beskyttede Boerkommandoer, og angribe boerenheder. Queensland Mounted Infantry afsejlede mod Australien den 13. december 1900. De nåede til Brisbane den 17. januar 1901 og regimentet blev hjemsendt der den 23. januar. For sin indsats blev Chauvel omtalt i depecher, og medlem af Sankt Mikaels og Sankt Georgs orden (CMG).
Den 1. januar 1901 slog de australske kolonier sig sammen til Commonwealth of Australia. Da Chauvel vendte tilbage til Australien den 17. januar opdagede han at han under sit fravær var blevet officer i den nye australske armé. En styrke på 14.000 mand var samlet ved åbningen af det første føderale parlament den 9. maj 1901 i Melbourne. Chauvel blev udvalgt til at være brigademajor for den beredne styrke, hans første fælles-australske opgave. Han blev stabsofficer i det nordlige militærdistrikt med base i Townsville, Queensland, i juli. I 1902 blev Chauvel udpeget til at lede 7. Commonwealth Light Horse, en ny enhed som skulle gøre tjeneste i Sydafrika, med lokal rang af oberstløjtnant. Enheden forlod Brisbane den 17. maj 1902 og ankom til Durban den 22. juni, tre uger efter at krigen sluttede. Den gik derfor tilbage ombord og sejlede til Brisbane, hvor den blev hjemsendt. Chauvel blev i Sydafrika i nogle måneder for at besøge slagmarkerne. Da han kom tilbage til Australien blev han igen stabsofficer i det nordlige militærdistrikt. Han blev forfremmet til midlertidig oberstløjtnant i december 1902.
I 1903, sendte Hutton, som nu var øverstkommanderende for de australske styrker, Chauvel til South Australia for at organisere de lette beredne regimenter der. Da han vendte tilbage til Queensland i 1904, blev han fungerende stabschef for Queensland med base i Brisbane. Han blev forfremmet til permanent oberstløjtnant i december 1909, men hans ambition om at blive den australske repræsentant ved imperiegeneralstaben i London blev blokeret af Huttons efterfølger generalmajor Charles Hoad. Baseret på sine erfaringer fra Sydafrika fremførte Chauvel ideer om naturen af beredent infanteri. Han anbefalede at australske tropper skulle forbedre deres disciplin i felten, efterlyste stærkere lederskab fra officerer og lagde vægt på behovet for en bedre organisering af forsyninger og effektiv evakuering af sårede.
Chauvel kendte Jopp fra Newmarket, Queensland allerede inden Boerkrigen, og mens han var stationeret i Brisbane, spillede Chauvel og major Brudenell White tennis tennis i Jopp familiens hus med deres døtre Dora og Sibyl. Chauvel blev forlovet med Sibyl i januar 1906, og de blev gift den 16. juni 1906 i All Saints Anglican Church i Brisbane. De fik to sønner og to døtre. Det år solgte Chauvel også ejendommen ved Canning Downs South. I den omrokering i toppen af hæren, som fulgte efter Hoads død i 1911 blev Chauvel udpeget til Military Board i Melbourne som generaladjudant. I denne kapacitet var Chauvel involveret i implementeringen af den almindelige værnepligt. Chauvel var især involveret i træningen af de lette beredne enheder. "Når den næste krig kommer," forudså White, "vil det kun tage en Ashby eller J.E.B. Stuart for at blive udødeliggjort."

## Første Verdenskrig

### Krigsministeriet
Chauvel blev forfremmet til oberst i 1913. Den 3. juli afsejlede han mod England med kone og tre børn for at afløse oberst James Gordon Legge som australsk repræsentant i imperiegeneralstaben. Mens han var undervejs brød 1. Verdenskrig ud. Da han meldte sig til krigsministeriet i London i midten af august fik Chauvel udleveret et telegram, som beordrede ham til at overtage kommandoen over 1. Light Horse Brigade i Australian Imperial Force (AIF) når den ankom til Storbritannien. Chauvel blev bekymret over det langsomme tempo i byggeriet af AIF's planlagte kvarter på Salisbury Plain. Han aflagde hyppige besøg på stedet og fik en australsk ingeniørofficer, major Cecil Henry Foott, udpeget til den lokale stab for at varetage australske interesser. Han var overbevist om, at hytterne ikke ville være klar i tide, og at de australske tropper derfor måtte tilbringe vinteren i telte på Salisbury Plain. Chauvel overtalte den australske højkommissær i London, tidligere premierminister Sir George Reid, til at kontakte Lord Kitchener med en alternativ plan om at sende AIF til Egypten, hvilket skete. Ledsaget af major Thomas Blamey sejlede Chauvel til Egypten ombord på passagerskibet SS Mooltan den 28. november 1914, og ankom i Port Said den 10. december 1914.

### Gallipoli
Chauvel begyndte at uddanne sin brigade, efter at han var ankommet i Egypten. Han var kendt for at insistere på en høj standard hvad angik påklædning og holdning blandt tropperne. 1. lette beredne brigade blev en del af generalmajor Alexander Godley's New Zealand and Australian Division, sammen med 4. australske infanteribrigade, den newzealandske infanteribrigade og den newzealandske beredne riffelbrigade. Da resten af det australske og newzealandske korps afsejlede mod Gallipoli den 25. april 1915, blev de beredne brigader tilbage i Egypten – Gallipoli halvøen var uegnet til beredne operationer. Efter svære tab i begyndelsen af slaget om Gallipoli fik de lette beredne imidlertid ordre til at stille med 1.000 mand forstærkninger. Den britiske kommandant i Egypten, generalløjtnant Sir John Maxwell, valgte i stedet af sende hele de beredne brigader til Anzac Cove.
Chauvel ankom den 12. maj 1915 og overtog den kritiske sektor, som omfattede Pope's Hill og Quinn's, Courtney's og Steele's Posts, fra oberst John Monash. Disse fire poster på toppen af Monash Valley kunne observeres af osmannerne fra to sider og var det som holdt sammen på stillingen. Chauvel reorganiserede forsvaret og udpegede permanente kommandanter for posterne. Han opstillede også særlige snigskyttegrupper, som efterhånden havde held til at holde de osmanniske snigskytter nede og gjorde det sikkert selv for muldyrkolonner at begive sig op gennem Monash Valley. Chauvels brigade kom hurtigt under hårdt pres fra osmannerne. Den 28. maj 1915 sprængte osmannerne en mine under Quinn's Post og brød ind i den. Postens permanente kommandant, oberstløjtnant J. H. Cannan havde orlov, og den fungerende kommandant, oberstløjtnant G. J. Burnage blev såret under kampen. Chauvel reagerede med at bringe forstærkninger frem og udpege en midlertidig post kommandant, oberstløjtnant H. Pope, med ordre til at drive osmannerne tilbage for enhver pris. Major S. C. E. Herring kunne på mirakuløs vis angribe over det åbne terræn praktisk taget uskadt da hans angreb faldt sammen med et osmannisk på en anden del af posten, så de osmanniske maskingeværskytter ikke kunne skyde uden at ramme deres egne. Der var rent faktisk kun omkring 17 osmanner i posten, og de endte med at overgive sig. Chauvels beslutning kan have været forkert, men den var afgørende, han var også heldig. For denne indsats blev han omtalt i depecher.
Den 9. juli 1915 blev Chauvel forfremmet til brigadegeneral med virkning fra dengang han overtog kommandoen over 1. Light Horse Brigade den 10. december 1914. Han tilbragte seks uger på hospital i Egypten i juni og juli med lungehindebetændelse, men kom tilbage i tide til augustoffensiven, og også her blev han omtalt i depecher. Chauvel var fungerende kommandant for New Zealand and Australian Division i korte perioder i september og oktober under Godleys fravær. Derpå blev han den 6. november 1915 udnævnt til chef for 1. division og blev forfremmet til generalmajor. Han anførte denne division i den sidste fase af slaget ved Gallipoli, evakueringen og reorganiseringen i Egypten i februar og marts 1916. For hans indsats i evakueringen blev han omtalt i depecher. Hans rolle i felttoget som helhed blev anerkendt ved hans udnævnelse til Companion of the Order of the Bath.

### Sinai

#### Beredne Anzac division
Chauvel overtog kommandoen over den nyligt etablerede beredne Anzac division den 16. marts 1916, dagen efter at den afløste 1. division ved forsvaret af Suez-kanalen. Chauvel blev igen omtalt i depecher for sin andel i forsvaret af kanalen. Hans division blev indsat i No. 3 Sektion af Suez-kanal forsvaret, den nordlige del af kanalen under generalmajor H. A. Lawrence. Placeringen af tropperne var langt fra ideel. De beredne tropper var spredt ud, så kun to brigader af den beredne Anzac division forblev under Chauvels kommando. Den 3. lette beredne brigade var blevet placeret i No. 2 Sektion af general Sir Archibald Murray lederen af det egyptiske ekspeditionskorps. Lawrence var for langt væk til at kunne styre slaget, især da først telefonforbindelserne blev afbrudt. Murray i Ismailia var endnu længere væk.
 Chauvel var ikke nogen hårdnakket spiller mod odds. Ligesom Alva kunne han til tider ignorere sine officerers iver og vente. Altid kølig og altid skuende så langt frem, at han kunne se betydningen af enhver kamp i dens rette sammenhæng i forhold til krigen som helhed, så han var modig nok til at afbryde en kamp, hvis den kun havde udsigt til at føre til sejr mod hvad han betragtede som en urimelig pris for hans mænd og heste. Han kæmpede for at vinde, men ikke for enhver pris. Han søgte sejren på sine egne betingelser. Han bibeholdt, selv i kampens hede, hvor ledere ofte omgås letsindigt med andres liv, en meget sjælden omsorg for sine mænds og hestes liv.

 — Henry Gullett officiel australsk historiker

Til slaget ved Romani udvalgte Chauvel sin slagmark med omhu. Rekognoscerede den i luften og på jorden og valgte både fremskudte og tilbagefalds stillinger. Hans held holdt ved. Den tyske hærleder — Kress von Kressenstein — valgte det samme sted til sit samlingsområde til sit angreb i august 1916. Under stort pres fastholdt Chauvel sin stilling indtil brigadegeneral Edward Chaytors newzealandske beredne riffelbrigade ankom efter at være frigivet af Lawrence. Modangrebet, som Chauvel havde ønsket for hele dage, kom først i gang i skumringen. Ved Katia og igen ved Bir el Abd forsøgte Chauvel at komme rundt om den osmanniske flanke, men endte med at foretage frontale angreb på den osmanniske bagtrop og blev slået tilbage af beslutsomme modangreb og artilleribeskydning mod 3. lette beredne brigade. Selv om han dræbte 1.250 osmanner og tog over 4.000 til fange, fik Chauvel kritik for ikke at have fordrevet og nedkæmpet osmannerne. De australske og newzealandske ryttere, som led over 900 af de 1.130 britiske tab,  var det en klar sejr, deres første afgørende sejr og vendepunktet i felttoget. Senere erkendte Chauvel at slaget ved Romani var den første afgørende britiske sejr i krigen, bortset fra felttoget i Vestafrika.
I sin rapport til krigsministeriet i London om slaget kom Murray let hen over den rolle, som den beredne Anzac division havde spillet i slaget. Hovedparten af udmærkelserne efter slaget ved Romani gik til britiske tropper, herunder til et betydeligt antal officerer fra Murreys stab. Lawrence blev gjort til Knight Commander of the Order of the Bath, mens Chauvel, som allerede var blevet medlem af Sankt Mikaels og Sankt Georgs orden efter krigen i Sydafrika og medlem af Order of the Bath efter Gallipoli blev foreslået til en mindre orden, som han afslog. I betragtning af dette besluttede Murray at Chauvel slet ikke skulle have en orden, og han blev blot omtalt i depecher.

#### Ørkenkolonnen
I oktober 1916 overtog generalmajor Sir Charles Macpherson Dobell, en canadisk officer med stor erfaring i at udkæmpe kolonikrige, kommandoen over den Østlige styrke. Dens fremskudte tropper - herunder Chauvels beredne Anzac division – blev en del af den nyligt oprettede Ørkenkolonne under generalmajor Sir Philip Chetwode, en britisk kavalerist og baronet. Under slaget ved Magdhaba i december 1916 var Chauvel derfor underlagt den nyligt ankomne Chetwode i stedet for de fjerne hærledere ved kanalen. Hans Han efterretninger om fjendens dispositioner var betydelig bedre takket være flyverne i den 6. luftstyrke, som bestod af No. 14 Squadron, Royal Flying Corps og No. 1 Squadron, Australian Flying Corps. Han havde imidlertid kun kort tid til at erobre stillingen og dens vandforsyning, og da sejren var tvivlsom beordrede Chauvel en tilbagetrækning. Ordren blev ignoreret af brigadegeneral Charles Frederick Cox fra 1. lette beredne brigade, hvis tropper erobrede stillingen og ordren blev annulleret af Chetwode. Trods hans forhastede ordre til tilbagetog var det Chauvels angrebsplan, der vandt slaget. "Chauvels lederskab," skrev Henry Gullett, "var kendetegnet ved den hurtighed hvormed han opsummerede den meget obskure tyrkiske stilling tidligt om morgenen og ved hans vurdering og karakteristiske tålmodighed med at holde så meget som muligt af sin styrke i reserve indtil kampen udviklede sig tilstrækkeligt til at sikre at den kunne benyttes bedst muligt."
Chauvel opnåede en ny vigtig succes i slaget ved Rafah i januar 1917. På mange måder lignede slaget Magdhaba, men den osmanniske stilling var stærkere og truslen om at den kunne blive undsat var større. Igen var det vandforrådet, som var en afgørende faktor i slaget. Denne gang var det Chetwode som besluttede at afbryde slaget, med Chauvels billigelse, men igen var det tropperne som sikrede sejren. Sejrene ved Magdhaba og Rafah ændrede Murrays holdning til at tildele Chauvel et ridderslag og i januar 1917 blev Chauvel udpeget til ridder af Sankt Mikaels og Sankt Georgs orden. I juli blev han nævnt i depecher for disse operationer.
Chauvel fortsatte imidlertid med at være optaget af manglen på anerkendelse af australske og newzealandske tropper og den 28. september 1917 skrev han:
 Sagen er nu den, at i den periode, som der dækket af Sir Archibalds depeche af 1–3–17, ved de australske og newzealandske tropper udmærket, at med undtagelse af 5. beredne brigade og nogle Yeomanry kompagnier fra kamelbrigaden var de de absolut eneste tropper, som var involveret i kampe med fjenden på denne front, og alligevel kan de set, at de igen kun har fået en meget lille andel af de hundreder af ordener og hædersbevisninger (herunder omtale i depecher), der er blevet tildelt. Mine lister da jeg havde kommandoen over den beredne australske og newzealandske division var beskedne under alle omstændigheder, og det er måske til dels min skyld, men som De vil se af vedhæftede liste blev mange af mine anbefalinger strøget og i nogle tilfælde blev de jeg anbefalede til ordener end ikke omtalt i depecher. Jeg er godt klar over, at det er vanskeligt at gøre noget nu for at rette op på det, men mener at den øverstkommanderende [Allenby] bør vide, at der er en stor bitterhed over det.

 — Chauvel til ekspeditionsstyrkens generalstab
Chauvel vedhæftede 32 navne på soldater, som han havde anbefalet tildelt en udmærkelse, men som var blevet udeladt. To newzealændere, som var blevet indstillet til en bjælke til deres Distinguished Service Orders (DSO) blev end ikke omtalt i depecher og en fremragende australsk regimentschef, som var blevet anbefalet til CMG blev heller ikke engang omtalt i depecher, mens en brigadechef for en stabsofficer, som Chauvel anbefalede tildelt DSO-er blev omtalt i depecher.

### Palæstina
I januar 1917 blev der formeret en ny bereden division - Imperial Mounted Division – som bestod af 3. og 4. lette beredne brigader og de britiske 5. og 6. Yeomanry Brigader. En britisk officer fra den stående armé med friske erfaringer fra Senussifelttoget, generalmajor Sir H. W. Hodgson, blev tildelt kommandoen med en rent britisk stab. Den bevidste blanding af australske og imperietropper skete med Chauvels billigelse, men var i modstrid med den australske regerings politik, og den gav snart sin utilfredshed til sende og sendte brigadegeneral Sir Robert Anderson til Cairo for at diskutere sagen åbent med Chauvel og hans overordnede. Som resultat heraf blev Imperial Mounted Division omdøbt til Australian Mounted Division.
I det Første slag om Gaza i marts 1917, var Chauvels mission den samme som ved Rafah og Magdhaba, men på en større skala. Han omgik den osmanniske stilling ved Gaza, mens 53. og 54. division forsøgte at indtage byen. Da dette slog fejl beordrede Chetwode Chauvel til at forsøge at erobre Gaza fra ryggen. Chauvel improviserede med held et angreb sent på eftermiddagen og erobrede byen trods de barrierer af høje kaktushække og hård modstand fra fjenden. Han gik ind i byen efter det blev mørkt, blot for at få ordre fra Dobell, som var ude af føling med situationen, om at trække de beredne tropper tilbage, hvilket skete trods Chauvels protester. Denne gang følte hans brigadegeneraler ved fronten Ryrie og Chaytor, tvunget til af adlyde, selv om de mente at byen kunne holdes, da de ikke havde overblik over hele slaget. Alle kanoner, inklusiv de erobrede, blev trukket bort, og det samme blev alle fanger - usårede, sårede og selv de døde. Chauvel sikrede, at sårede osmanniske fanger, som ikke kunne klare marchen til Deir al-Balah blev efterladt med en fuld vandflaske hver.
Dobell gennemførte det Andet slag om Gaza i april 1917 med et storstilet frontalangreb med støtte fra flådens kanoner, kampvogne og krigsgas. Det endte endnu mere utilfredsstillende, og Dobell fik frataget kommandoen over den Østlige styrke den 19. april. Hans plads blev overtaget af Chetwode, mens Chauvel overtog Ørkenkolonnen, og dermed blev den første australier der fik fang af generalløjtnant. Ledelsen af den beredne Anzac division overgik til Chaytor. I juni under Dødvandet i det sydlige Palæstina overtog general Sir Edmund Allenby ekspeditionsstyrken efter Murray. Allenby flyttede sit hovedkvarter til Palæstina og reorganiserede sin kommandostruktur efter mere regulære linjer. Østlige styrke blev nedlagt og der blev etableret to korpshovedkvarterer, 20. korps under Chetwode og 21. korps under generalløjtnant Edward Bulfin. De tre korpschefer var professionelle soldater, ingen af dem havde taget eksamen fra et militærakademi eller en stabsskole, de var alle tre blevet forfremmet fra militsen eller frivillige.
To uger inden Allenby ankom deltog Chauvel i en hædringsceremoni:
 Mick Bruxner ... var den første modtager, og du skulle have set hans ansigt, da det gik op for ham, at han ville blive kysset ... Irwin fra 1. regiment er en meget høj mand og måtte bøje hovedet og de siger at han kyssede den gamle general tilbage. Jeg ved det ikke, for jeg havde så travlt med at holde masken, at jeg lod som om jeg læste noget jeg holdt i hånden."

 — Chauvel brev til hans kone 12. juni 1917

#### Beredne ørkenkorps
Da Chauvel hørte at Ørkenkolonnen skulle omdøbes til 2. kavalerikorps bad han om navnet beredne ørkenkorps - Desert Mounted Corps. Korpset bestod af den beredne Anzac division, den australske beredne division og den nyopstillede beredne Yeomanry division samt kamelkorpsbrigaden.
Selv om nogle briter mente at Allenby skulle udskifte Chauvel med en britisk officer beholdt Allenby ham på posten. Men han overhørte Chauvels eget ønske ved at udpege en britisk officer brigadegeneral Richard Howard-Vyse, kaldet "Wombat", som Chauvels stabschef. Chauvel blev således den 2. august 1917 den første australier der havde permanent kommando over et korps. En traditionsbunden brigadegeneral blev citeret for at sige: "At tænke sig at give kommandoen over den største beredne styrke i verdenshistorien til en australier." Da han fik besked om udnævnelserne skrev Chetwode et lykønskningsbrev af 12. august 1917 til Chauvel: "Jeg kan ikke sige hvor meget jeg misunder dig kommandoen over den største beredne styrke nogensinde - det er mit eget fag, men skæbnen har villet det anderledes." Ved Romani havde Chauvel været en hærfører på slagmarken, som ledede fra fronten, mens Chetwode, som stolede på telefonen, havde besluttet en tilbagetrækning under sejren ved Rafah. Chetwodes "arms længde" kommandoform påvirkede også det første slag om Gaza.
Under slaget om Beersheba i oktober 1917 var det igen Chauvel og hans beredne ørkenkorps, som havde den afgørende rolle. Chetwode troede ikke af ekspeditionsstyrken havde de fornødne ressourcer til at besejre osmannerne i deres befæstede stillinger, så han planlagde at fordrive dem herfra ved at vende deres flanke ved Beersheba, i et tørt område på flanken af fjendens linje. Det beredne ørkenkorps skulle gennemføre en lang natlig fremrykning gennem den tørre ørken og måtte enten erobre byen med dens brønde intakte eller være tvunget til at trække sig tilbage. Slaget om Beersheba var en svær kamp, men målet blev nået, selv om det ikke skete uden et beredent bajonetangreb fra 4. lette beredne brigade – det sidste stor kavaleriangreb i historien– for at erobre byen og dens vitale vandforsyninger. Få slag er blevet vundet på en så spektakulær måde. For denne afgørende sejr og den efterfølgende erobring af Jerusalem, blev Chauvel omtalt i depecher to gange mere, og udpeget til Knight Commander of the Order of the Bath i nytårslisten i 1918.
Chauvel var imidlertid stadig skuffet over at det ikke var lykkedes at nedkæmpe den osmanniske armé. Osmannerne havde kæmpet hårdt og havde tvunget den beredne Ørkenstyrke til hårde kampe inden tidspunktet for en fejende forfølgelse indtraf. Da det var så vidt var tropper og hest for trætte og kunne ikke mobilisere den fornødne energi. I februar 1918 indledte ekspeditionsstyrken en række operationer hinsides Jordan floden. Allenby fandt snart sine britiske tropper overført til Frankrig og erstattet med to indiske kavaleridivisioner og den beredne australske division stod i en periode i den samme situation. I mellemtiden i den anden Transjordan operation stod Chauvel overofr store vanskeligheder med terrænet, vejret og en ihærdig fjende. Felttoget var ingen succes. Det beredne ørkenkorps var i undertal mens osmanniske forstærkninger nærmede sig fra alle sider. Chauvel var tvunget til at trække sig tilbage til vestbredden af Jordan floden. Efterfølgende blev 5. beredne Yeomanry brigade opløst og Chauvel erstattede den med 5. lette beredne brigade, som blev formeret af de australske og newzealandske enheder i den nu opløste kamelkorps brigade og et blandet fransk kavaleriregiment af Spahi og Chasseurs d'Afrique.
I september 1918 lykkedes det Chauvel at gennemføre en hemmelig omplacering af to sine beredne divisioner. Allenby indledte et overraskelsesangreb og vandt slaget ved Megiddo. Han fulgte herefter op på sejren med en af de hurtigste forfølgelser i militærhistorien - 167 km på kun tre dage. Denne gang lykkedes det ham at ødelægge den osmanniske armé. Det beredne ørkenkorps rykkede over Golanhøjderne og erobrede Damaskus den 1. oktober. mellem den 19. september og 2. oktober havde den australske beredne division tab på 21 døde og 71 sårede, men tog 31.335 osmanniske fanger. For at genoprette ro i byen beordrede Chauvel en styrkedemonstration. Oberstløjtnant T. E. Lawrence kaldte senere spottende dette for et "triumftog"; men det var faktisk et snedigt politisk skridt, som frigjorde Chauvels styrker til at rykke yderligere 300 km frem til Aleppo, som blev erobret den 25. oktober. Fem dage senere overgav det Osmanniske Rige sig. For denne sejr blev Chauvel igen omtalt i depecher.
Chauvel var nødt til at blive i Mellemøsten på grund af situationen i Syrien og den egyptiske opstand, selv om han fik selskab af Lady Chauvel i januar 1919. I april var situationen blevet roligere og Chauvel kunne overlade kommandoen over Australian Imperial Force i Mellemøsten til Ryrie. Chauvel og Lady Chauvel tog derefter til London med RMS Malwa. De ankom i rette tid til at han kunne lede australske tropper ved en sejrsmarch gennem buen den 3. maj. Kort efter blev han indlagt med blindtarmsbetændelse. Hele Chauvel familien kunne sejle hjem på troppetransportskibet HMAT Demosthenes den 26. juli 1919. For sin indsats som leder af det beredne ørkenkorps blev han storkorsridder af Sankt Mikaels og Sankt Georgs orden i juni 1919, fik tildelt det franske Croix de Guerre 1914–1918 med palmer af den franske præsident og Order of the Nile (2. klasse) af sultanen af Egypten, og blev omtalt i depecher for 11. gang. På hans særlige anmodning blev han udstyret med ordensdragt og udstyr i Sankt Mikaels og Sankt Georgs orden af Georg 5., og kongen døbte ham "Sir Harry" frem for "Sir Henry".

## Senere år

### Mellemkrigsårene
Chauvels tid i Australien Imperial Forces sluttede den 9. december 1919 og den følgende dag blev han udnævnt til generalinspektør, hærens højeste post, som beklædte indtil 1930. Posten som generalinspektør var blevet oprettet som en auditor-funktion som udformede årlige rapporter til Forsvarsrådet. I tilfælde af krig var det meningen af generalinspektøren skulle være øverstkommanderende og militærrådet skulle være hans generalstab. Chauvels årlige rapporter havde en tendens til at understrege den faretruende tilstand nationens forsvar var i. Han advarede f.eks. om at hvis krigen kom, ville soldaterne være "udsat for det urimelige handicap og de med sikkerhed større tab af liv, som underlegenhed i udstyr og mangel på ammunition nødvendigvis må medføre". Set tilbage med 2. verdenskrig som perspektiv bemærkede historikeren Gavin Long at Chauvels årlige rapporter var "en række kloge og gennemgribende gennemgange af det australske militærs problemer, som der imidlertid ikke blev taget megen notits af".
I februar 1920 blev Chauvel forfremmet til permanent generalløjtnant med virkning fra 31. december 1919. I januar 1920 var han formand for en komite, der skulle undersøge hærens fremtidige struktur. Komiteens anbefalinger viste sig så godt som umulige at gennemføre i lyset af besparelser på forsvaret, som blev gennemført i 1920 og 1922. Ved generalløjtnant Brudenell Whites pensionering som generalstabschef i 1923 blev denne post delt i to, og Chauvel blev første chef for generalstaben samtidig med at han var generalinspektør, mens brigadegeneral Thomas Blamey blev anden chef for generalstaben. Chauvel var også formand for stabschefernes komite, da han var den højest rangerende af de tre værnschefer. I november 1929 blev han den første australier der blev forfremmet til fuld general. Han forsøgte at opretholde hærens struktur på trods af kortsynede politikere, der ville skære i udgifterne. Som følge heraf blev hæren mere og mere udhulet, og fik form af en stor styrke uden substans. Da værnepligten blev afskaffet af premierminister James Scullins regering i 1929, var det op til Chauvel at få det nye system med frivillige til at fungere. Han tog til sidst sin afsked i april 1930.
Chauvels sønner Ian og Edward trådte ud af hæren i henholdsvis 1930 og 1932, og blev officerer i kavaleriregimenter i den indiske hær i stedet. Hans datter Elynne giftede sig med Thomas Walter Mitchell, en kvægopdrætter. Chauvel blev en hyppig gæst på deres ejendom "Towong Hill" nær Corryong, Victoria. Han boede på Towong Hill under en stor skovbrand i 1939. Da ejendommen blev truet af ilden ledede han slukningsindsatsen og på et tidspunkt klatrede han op i et træ nær huset for at hugge brændende grene væk.
Indvielsen af Shrine of Remembrance i 1934 førte til en række genforeninger. Ian og Edward kom fra Indien på orlov, Alexander Godley kom fra Storbritannien og Richard Howard-Vyse som stabschef for Henry, hertug af Gloucester. I 1937 rejste Chauvel til Storbritannien som leder af det australske kontingent ved kroningen af kong Georg 6., hvor han blev budt velkommen af Chetwode og Howard-Vyse. Chauvel fik det australske kontingent udklædt som let kavaleri med emu-fjer, bandolerer og sporer. Da dominion tropperne samledes ved Buckingham Palace for at modtage deres kroningsmedaljer anførte Chauvel paraden med Howard-Vyse som sin stabschef. På vejen tilbage besøgte kontingentet Frankrig, hvor der blev afholdt ceremonier ved det australske nationalmonument i 
Villers–Bretonneux og ved Triumfbuen. Chauvel anførte ofte parader på Anzac Day] gennem Melbourne, men trådte tilbage fra ledelsen af marchen i 1938 i protest mod en beslutning fra Returned and Services League of Australia om at ændre højtideligheden ved skrinet fra en kristen til verdslig.

### 2. Verdenskrig og eftermæle
Under 2. Verdenskrig blev Chauvel kaldt tilbage i tjeneste som chefinspektør for Volunteer Defence Corps (VDC), det australske hjemmeværn. Efter Brudenell Whites død ved en flyulykke bad premierminister Robert Menzies Chauvel om råd om hvem der skulle være chef for generalstaben. Efter råd fra Chauvel udpegede Menzies generalløjtnant Vernon Sturdee til posten. Under krigen gjorde Chauvels søn Ian tjeneste som stabsofficer under felttoget i Italien, mens Edward blev sendt til New Guinea af den australske hær for at lære om junglekrigsførelse. Chauvels datter Eve sluttede sig til Women's Royal Australian Naval Service og tilbragte en dag i en redningsbåd i Nordatlanten efter at hendes skib var blevet torpederet af en U-båd. Tom Mitchell blev taget til fange af japanerne under slaget om Singapore. Chauvel blev i VDC, med base i Victoria Barracks, Melbourne men konstant på inspektionsrejser indtil sin død den 4. marts 1945.
Chauvel fik en statsbegravelse i St Paul's Cathedral, Melbourne som blev foretaget af den anglikanske ærkebiskop i Melbourne, Joseph John Booth, hvorefter han blev kremeret med fuld militær honnør. Otte generaler fungerede som kistebærere: generalløjtnant John Northcott, generalstabschef, generalløjtnant John Whitham, korpskommandør, VDC; generalmajor James Cannan, kvartermester generalmajor Charles Brand; generalmajor Cyril Clowes, øverstkommanderende for Victoria kommunikationsområdet, generalmajor John Austin Chapman, vice generalstabschef; generalmajor Charles Lloyd, generaladjudant; og generalmajor Clive Steele, chefingeniør.
Der findes portrætter af Chauval på Australian War Memorial i Canberra, Naval and Military Club i Melbourne, og Imperial War Museum i London. Et portræt malet af George Washington Lambert er i familiens besiddelse. Chauvel mindes med en bronzeplade i St Paul's Cathedral, Melbourne. Hans sværd er i Christ Church, South Yarra og hans uniform er i Australian War Memorial. Der er også et mindevindue i kapellet på Royal Military College, Duntroon. Chauvel Street i North Ryde, Sydney er opkaldt efter ham.
Chauvels datter Elyne Mitchell skrev en række bøger om sin far og hans korps. I sin bog Seven Pillars of Wisdom gav T. E. Lawrence en vildt fortegnet beskrivelse af Chauvel. Charles Bean bemærkede af "denne kloge, gode og betænksomme kommandør var langt fra den stupide pedant som læsere af Lawrences Seven Pillars of Wisdom kunne tro." Lawrence indrømmede at "ikke meget af hans bog var helt sand, men at meget af den var baseret på fakta."
Chauvels nevø Charles Chauvel blev en kendt filminstruktør, som bl.a. instruerede Forty Thousand Horsemen (1940), om Slaget ved Beersheba.
Harry Chauvel blev portrætteret på film: af Bill Kerr i The Lighthorsemen (1987), som handlede om et australsk kavaleriregiments oplevelser under Tredje slag om Gaza; af Ray Edwards i A Dangerous Man: Lawrence After Arabia (1990), som foregik omkring Paris fredskonferencen (1919); og af Colin Baker i filmen fra 1992 Young Indiana Jones TV-filmen Daredevils of the Desert, en ny genfortælling af det tredje slag om Gaza fra instruktøren af The Lighthorsemen.

## Eksterne kilder
- Wikimedia Commons har flere filer relateret til Harry Chauvel
- Hans introduktion til The New Zealanders in Sinai and Palestine
- Chauvel på www.aif.adfa.edu.au
- "Boer War and First World War Service Record - Henry George Chauvel". National Archives of Australia. Arkiveret fra originalen 14. oktober 2014. Hentet 8. oktober 2014.

| Militære embeder                                       | Militære embeder           | Militære embeder                                 |
| ------------------------------------------------------ | -------------------------- | ------------------------------------------------ |
| Efterfulgte: Generalløjtnant Sir Cyril Brudenell White | Generalstabschef 1923–1930 | Efterfulgtes af: Generalmajor Walter Adams Coxen |